# Základní škola Lázně Libverda
Základní škola v obci Lázně Libverda je škola určená pro 26 žáků. Ve škole je zavedena výuka cizích jazyků.
Budova školy se nachází ve starší zástavbě v horní části obce, tedy mimo lázeňské centrum.
Ředitelkou školy je Mgr. Daniela Votavová.

## Historie
V Lázních Libverdě se vyučovalo již od roku 1786. Tehdy byla zřízena místní škola jako pobočka školy v blízkých Hejnicích. Jejím prvním učitelem byl Anton Neumann, který souběžně s vyučováním dětí pracoval jako tkadlec. Vedle toho se navíc ještě staral o obecní písemnosti.
Roku 1819 byla díky podpoře Kristiána Filipa Clam-Gallase v obci zbudována samostatná škola. Na konci 19. století, v roce 1891, je škola na náklady obce přestavěna a rekonstruována.
Po druhé světové válce, roku 1945, se ze školy stává jednotřídka s tím, že žáci po jejím vychozením pokračují dále ve studiu na hejnické měšťanské škole. Ovšem již za tři roky - od září 1948 - dochází k rozšíření školy na dvoutřídku a roku 1967 je navíc ještě otevřena i školní družina. Ke změně charakteru školy dochází ve školním roce 1986/87, kdy se ze školy stává škola zvláštní. Tento stav trval po dobu 20 let a na začátku školního roku 2006/07 došlo k opětovnému návratu ke klasické základní škole.

## Vybavení školy
Žáci mají k dispozici pracovní dílnu a klubovnu s kreslírnou. V blízkosti školy je navíc ještě:
- sportovní hřiště
- školní pozemek
- zahrada
- jednoduché dopravní hřiště

## Prezentace školy
Škola se prezentuje na různých akcích, a to jak v regionálním, tak v celorepublikovém rozsahu. Účastní se též programu Ekoškola,, v němž v roce 2010 dokonce zvítězili. Od počátku školního roku 2004/05 je jedenkrát za dva měsíce vydáván žáky osmého ročníku školní časopis Propiska.

## Kontaktní údaje
- Adresa: Lázně Libverda 112
- Telefonní spojení: 482 322 174
- E-mail: zvslibverda@volny.cz